# Lista wynalazców zabitych przez ich własne wynalazki

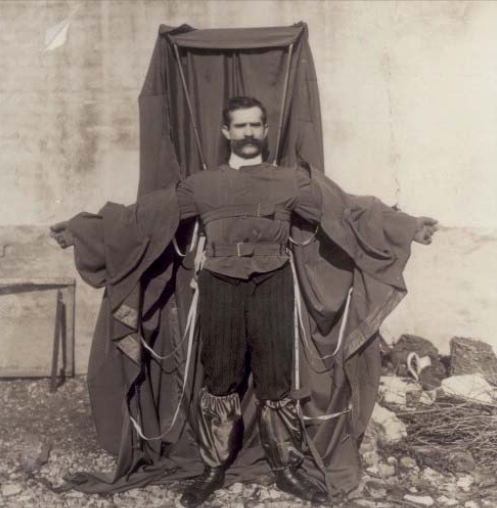
Franz Reichelt (zm. 1912) próbował użyć tego urządzenia jako spadochronu. Zginął po skoku z Wieży Eiffla, gdy jego wynalazek nie zamortyzował upadku

Poniższa lista jest spisem wynalazców, których śmierć była spowodowana lub powiązana z produktem, procesem, procedurą lub innowacją odkrytą lub zaprojektowaną przez nich samych.

## Medycyna
- Thomas Midgley, Jr. (1889–1944), amerykański inżynier, chemik. W wieku 51 lat został inwalidą na skutek choroby Heinego-Medina. Wynalazł i zbudował system pasów i krążków, który pomagał innym podnieść go z łóżka. Jednocześnie system ten był powodem jego śmierci w wieku 55 lat, kiedy przypadkowo zaplątał się w liny urządzenia i zmarł na skutek uduszenia[1][2][3].

## Technika

### Motoryzacja
- William Nelson (ok. 1879−1903), pracownik General Electric, wynalazł nowy sposób na napędzanie roweru. Spadł ze skonstruowanego przez siebie prototypu podczas jazdy testowej i zginął[4].

### Lotnictwo
- Ismail ibn Hammad al-Jawhari (zm. ok. 1003–1010), kazachski student z Farab, przy pomocy dwóch drewnianych skrzydeł i liny próbował utrzymać się w powietrzu. Skoczył z dachu meczetu w Nijaburze, przeleciał pewien dystans, po czym zginął na skutek upadku[5].
- Otto Lilienthal (1848–1896), zginął rozstrzaskując się na jednej ze swych lotni[6].
- Franz Reichelt (1879–1912), krawiec, zmarł po skoku z pierwszego poziomu Wieży Eiffla, w trakcie testowania swojego spadochronu. Była to jego pierwsza próba, wcześniej zakomunikował władzom, że najpierw wypróbuje swój wynalazek z manekinem[7].
- Aurel Vlaicu (1882–1913), zginął, gdy skonstruowany przez niego samolot[8] Vlaicu II zderzył się z ziemią podczas lotu nad Karpatami[9].
- Michael Dacre (zm. 2009, w wieku 53 lat) zginął podczas próby lotu swoją powietrzną taksówką, zaprojektowaną do szybkiego przemieszczania się na niewielkie odległości[10].

### Kolejnictwo
- Walerian Abakowski (1895–1921), skonstruował aerowagon, eksperymentalny autobus szynowy dużej prędkości z zamontowanym silnikiem lotniczym i śmigłem ciągnącym. 24 lipca 1921 Abakowski wraz z grupą komunistów z Fiodorem Siergiejewem na czele przeprowadził próbną jazdę z Moskwy do Tuły. Pojazd dotarł do Tuły, jednak w drodze powrotnej aerowagon przy dużej prędkości wykoleił się, zabijając wszystkich wewnątrz, tj. Oskara Heilbricha, Johna Williama Hewletta, Fiodora Siergiejewa, Otto Strupata, Johna Freemana oraz samego Abakowskiego (w wieku 25 lat). Cała szóstka została pochowana na Cmentarzu przy Murze Kremlowskim[11].

### Przemysł
- William Bullock (1813–1867) wynalazł rodzaj maszyny rotacyjnej[12][13]. Kilka lat po skonstruowaniu wynalazku podczas jego instalowania w Filadelfii maszyna zmiażdżyła mu nogę. Do rannej kończyny dostały się bakterie gnilne, które wywołały gangrenę. Bullock zmarł podczas amputacji nogi.

## Błędne przekonania
- Joseph Ignace Guillotin (1738–1814), chociaż to nie on wynalazł gilotynę, jego nazwisko stało się eponimem dla tego urządzenia[14]. Błędnie uważa się, że został on stracony przez tę maszynę, ponieważ wzmianki historyczne jasno stwierdzają, że Guillotin zmarł z przyczyn naturalnych w 1814[15].
- Jimi Heselden – zmarł po upadku z klifu podczas jazdy na Segwayu[16][17], jednakże nie był jego twórcą, lecz inwestorem, który kupił przedsiębiorstwo Segway Inc., producenta tych pojazdów. Wynalazcą Segwaya jest Dean Kamen.